# Chennedy Carter
Chennedy Carter (Fort Worth, 14 novembre 1998) è una cestista statunitense, professionista nella WNBA.

## Carriera
È stata selezionata dalle Atlanta Dream al primo giro del Draft WNBA 2020 con la 4ª chiamata assoluta.

## Palmarès
- WNBA All-Rookie First Team (2020)